# Kes
Kes és un personatge de ficció interpretat per Jennifer Lien a la sèrie de televisió de ciència-ficció estatunidenca Star Trek: Voyager. La sèrie segueix la tripulació de la nau estel·lar USS Voyager, atrapada lluny de casa i lluitant per tornar a la Terra. Kes s'uneix a la tripulació a l'episodi pilot "El Guardià", obrint un jardí aeropònic i treballant com a assistent mèdica de la intel·ligència artificial coneguda com el Doctor. És membre d'una espècie alienígena telepàtica coneguda com els Ocampa, que tenen habilitats psíquiques latents i una vida útil de només nou anys. Les seves històries se centren en animar el Doctor a desenvolupar la seva humanitat i a afrontar els gelosia del seu xicot talaxià Neelix. També busca ampliar les seves capacitats mentals, marxant a la quarta temporada de Star Trek: Voyager després que els seus poders amenacin de destruir la nau. Reapareix en un episodi de la sisena temporada de Star Trek: Voyager i apareix a les novel·les i contes de Star Trek: Voyager.
Els creadors de Voyager, Rick Berman, Michael Piller, i Jeri Taylor van dissenyar la Kes com un personatge que envelleix ràpidament i que ofereix al públic una perspectiva diferent sobre el temps. Tot i que la Kes es retrata com a fràgil i innocent, també es mostra com a posseïdora d'una força i maduresa ocultes. Els productors de Voyager van acomiadar Lien de mala gana després que els seus problemes personals afectessin la seva fiabilitat al plató. En aquell moment, això no es va discutir obertament i la seva marxa es va atribuir a altres motius; aquests van anar des de la marxa voluntària de Lien per buscar altres papers fins a ser eliminada per fer lloc a la introducció de Jeri Ryan com a Set de Nou.
Kes va ser un personatge preferit dels fans mentre s'emetia "Voyager", tot i que els crítics van reaccionar de manera més negativa, trobant el personatge avorrit i sense un propòsit clar. Lien va ser elogiada per la seva actuació, que es va destacar a les crítiques de episodis individuals. L'edat de Kes va ser objecte de debat crític, qüestionant si era massa jove per sortir amb Neelix. L'eliminació de Lien de "Voyager" va rebre ressenyes diverses per part de la crítica; alguns van preferir l'addició de Set de Nou, mentre que d'altres van quedar decebuts per aquest canvi de repartiment. Als crítics i als fans no els va agradar el seu retorn a l'episodi de la sisena temporada "Fury", que alguns mitjans de comunicació van qualificar com un dels pitjors moments de la franquícia "Star Trek". Els acadèmics han analitzat la representació de la feminitat de Kes, la seva relació amb la capitana Kathryn Janeway i les seves habilitats mentals.

## Aparicions

### Antecedents i introducció
Presentada a l'episodi pilot de Star Trek: Voyager "El Guardià", la Kes és una Ocampa, una espècie alienígena telepàtica amb habilitats psíquiques latents i una vida útil de nou anys. Va néixer i créixer al món natal dels ocampa, en una ciutat subterrània, que va ser construïda per un alienígena conegut com el Guardià després que destruís accidentalment l’atmosfera del planeta. Els ocampa s'han tornat dependents de les seves cures. El Guardià s'adona que s'està morint i segresta éssers de tota la galàxia, inclosa la tripulació de la nau espacial USS Voyager de la Flota Estel·lar. Ho fa per trobar una parella compatible per tenir descendència que continuï cuidant els ocampa.
Kes somia amb explorar la galàxia i troba una sortida de la ciutat, però és capturada i torturada pels Kazon. És rescatada pel seu xicot talaxià Neelix, que compta amb l'assistència de la capitana de la Voyager Kathryn Janeway i la seva tripulació. Quan els Kazon ataquen i intenten robar la tecnologia del Guardià, Janeway ordena la destrucció de la seva nau. Encallada al Quadrant Delta, accepta que Kes i Neelix romanguin a la Voyager.

### AStar Trek: Voyager
A bord de la Voyager, Kes inicia un hort aeropònic per proporcionar productes a la tripulació. Mentre treballa com a assistent mèdic per al Doctor, una intel·ligència artificial projectada com un holograma, l'anima a desenvolupar les seves habilitats socials i a la tripulació a reconèixer-lo com més que una màquina. Els vidiians recol·lecten els pulmons de Neelix a "La fàgia", i Kes li'n dona un dels seus. A "Elògium", les emanacions de formes de vida que habiten a l'espai fan que Kes entri prematurament en un període fèrtil. Un Ocampa només passa per aquest procés una vegada i és l'única vegada que té un fill. Després de discussions, Neelix accepta ser pare, però Kes decideix no tenir-ne. Quan la «Voyager» s'allunya dels extraterrestres, el Doctor determina que Kes va tenir una falsa alarma i que podria concebre en el futur. Neelix es torna més paranoic pel que fa al timoner de la «Voyager», Tom Paris, i el seu interès per Kes, com ara a "Recargolats"; els dos resolen aquesta tensió a "Naixement" durant una missió fora.
Quan Voyager descobreix una colònia d'Ocampa a "Apagar el foc", el seu líder Tanis ensenya a Kes psicocinèsia. Abans d'això, el cap de seguretat Tuvok havia estat entrenant la Kes. Utilitza les seves habilitats en episodis anteriors, incloent-hi visions de la destrucció d'un planeta a "Temps era temps" i mostra una memòria eidètica a "L'ull de l'agulla". Incapaç de controlar les seves habilitats psicocinètiques, destrueix el jardí aeropònic i gairebé mata en Tuvok bullint-li la sang. La tripulació descobreix que en Tanis està treballant amb el Guardià. companya, Suspiria, per destruir la "Voyager", però Kes el sotmet amb els seus poders. A "El senyor de la guerra", Tiernan, un antic dictador del planeta Illari, posseeix Kes i utilitza les seves habilitats per donar un cop d'estat al nou líder. Sota la seva influència, Kes trenca amb Neelix. Tot i que la "Voyager" allibera Kes del control de Tieran i el mata, l'experiència la traumatitza.
A "La part fosca", Kes se sent atreta per Zahir, un membre d'una espècie alienígena d'exploradors, i considera unir-se temporalment al seu viatge. El Doctor fereix Zahir i segresta Kes després de desenvolupar un alter ego malvat mentre empelta noves personalitats al seu programa. Després que el Doctor torni a la normalitat, Kes decideix quedar-se a la "Voyager". Al llarg de "Abans i després", Kes viu curts períodes de la seva vida en ordre invers, des de la seva mort fins a la seva concepció, com a part d'una línia de temps alternativa. Durant "L'escorpí", Kes es connecta telepàticament amb l'Espècie 8472, que estan en guerra amb els Borg.
Els poders de Kes avancen a un ritme exponencial a "El regal" fins al punt que ja no pot romandre a bord de la Voyager, ja que amenacen de destruir la nau. Sortint en una llançadora, llança la "Voyager" i la seva tripulació més enllà de l'espai Borg, aproximadament 10.000 anys llum més a prop de la Terra, abans de convertir-se en energia viva. A "Fury", la Kes és incapaç de controlar les seves habilitats mentals en evolució i tem que no sigui acceptada per altres ocampa. Atribueix aquests canvis a Janeway per permetre-li unir-se a la "Voyager". Entrant a la "Voyager", viatja enrere en el temps a negocia amb els vidians per portar-se el seu jo més jove de tornada al món natal d'ocampa. La Kes més jove crea un holograma per recordar-se al seu jo futur el seu amor per la tripulació. Aquest missatge anima la Kes més gran a tornar a Ocampa.

### Altres aparicions
El 1995, Pocket Books va començar a publicar Star Trek: Voyager ambientades durant l'emissió de la sèrie i després del seu final de la sèrie. Kes apareix a la novel·lització de "El Guardià" de L. A. Graf de 1995 i al llibre de 1996 de "Salt enrere" de Diane Carey. Nathan Archer va començar a escriure el llibre de 1995 Ragnorak, abans que s'emetés l'episodi pilot, i va dir que la seva interpretació de Kes, basada en la bíblia de la sèrie, era radicalment diferent de la seva representació a la sèrie. A la novel·la de Greg Cox del 1997, "The Black Shore", Kes té visions horribles després que la tripulació tingui permís a terra en un planeta aparentment idíl·lic. Cox va incloure escenes entre Kes i l'enginyera en cap B'Elanna Torres després de llegir una entrevista en què l'actriu Roxann Dawson, que interpreta Torres, parlava de com els personatges rarament interactuaven. "Marooned", publicada el mateix any, se centra en Kes sent segrestada per un pirata espacial; l'autora Christie Golden va dir que volia explorar com es veuria la Kes a un extraterrestre amb una vida útil de milers d'anys.
La Kes apareix en històries publicades després del final de Voyager. Torna enrere en el temps per ajudar a crear un híbrid d'Ocampa i Nacene a la trilogia String Theory (2005–2006) de Jeffrey Lang, Kirsten Beyer i Heather Jarman. El llibre descriu l Kes de "Fury" com la "manifestació del seu costat fosc" feta com a subproducte d'aquest viatge en el temps. Jarman va utilitzar Evolution per explorar preguntes que tenia amb Voyager, com ara com se sentia Neelix per Kes després de la seva partida i com era el món natal ocampa en el passat.Al llibre de Beyer del 2012, The Eternal Tide, Kes ajuda a ressuscitar una Janeway morta.
Kes també apareix en contes, com ara "Restoration" de Penny A. Proctor de l'antologia del 2002 Star Trek: Strange New Worlds V en què reviu l'ecosistema d'Ocampa. Està inclosa en tres contes de la Col·lecció del 2005 Distant Shores. A "Winds of Change" de Kim Sheard, Kes lluita contra l'agressivitat després de "Warlord" i demana consell a Torres. Sheard va desenvolupar el concepte després que li diguessin que l'antologia se centraria en combinacions de personatges inusuals. "Closure" tracta sobre Neelix veient Kes després de quedar atrapat en un esfondrament amb l'ex-dron Borg Set de Nou. L'autor James Swallow es va inspirar en com Ethan Phillips, que interpreta Neelix, volia un tancament per a la relació del seu personatge amb Kes. A "Brief Candle", Neelix parla d'un dels seus records amb Kes; L'escriptor Christopher L. Bennett va dir que era un dels seus personatges preferits de la Voyager.

## Desenvolupament

### Creació i repartiment
La Kes va ser un dels primers nou personatges que els creadors de Star Trek: Voyager Rick Berman, Michael Piller i Jeri Taylor van desenvolupar per a la tripulació de la nau estel·lar USS «Voyager». Inspirat per l'episodi de Star Trek: La nova generació "El nen", Berman, Piller, i Taylor volien presentar un personatge que envelleix ràpidament per animar els espectadors a reflexionar sobre el temps. Al principi de la producció, van anomenar Kes l'Efemeròpter per fer referència a la seva curta vida. Es va establir que complís un any a la meitat de cada temporada per emfatitzar aquesta ràpida progressió d'edat.
En les descripcions inicials, Kes va ser caracteritzada com una potencial exploradora i experta en bandes, però més tard va ser canviada per ser metge intern, mentre que Neelix va assumir un paper similar com a guia. Quan Berman, Piller i Taylor van escriure Kes amb poders psíquics, l'assistent de producció Zayra Cabot va contractar una consultora centrada en el paranormal, Joan Pearce Research Associates. Joan Pearce va crear una llista de habilitats psi, que es va utilitzar per decidir que Kes es mostraria amb telepatia limitada a l'episodi pilot ("El Guardià") amb una exploració més profunda del seu poder planificada per a episodis posteriors.
Al principi del desenvolupament de Voyager, no es va determinar si Kes seria dona, home o andrògina. El director de "El Guardià", Winrich Kolbe, volia una actriu que "pogués ser fràgil però amb una voluntat d'acer a sota". Jennifer Lien va ser una "selecció anticipada" per al paper; Taylor va dir que tenia "aquesta meravellosa qualitat elfa" i projectava vulnerabilitat i força a la seva audició. Lien no estava familiaritzada amb la franquícia Star Trek, i als 19 anys, era l'actriu més jove de la sèrie. Jennifer Gatti també havia estat considerada per al paper, i més tard seria estrella convidada a l'episodi "Non Sequitur".
Per al pilot, Robert Blackman va dissenyar el vestuari de Kes i Michael Westmore va crear les seves orelles prostètiques. Blackman va tenir dificultats per vestir Lien com a Voyager. Els productors no tenien clar la direcció del seu personatge. El seu disseny inicial era un vestit de colors pastel inspirat en un sprite; els productors el van rebutjar, suggerint en canvi un vestit similar al de Peter Pan. L'aspecte final es va inspirar parcialment en Joana d'Arc. El vestuari de Kes consistia principalment en túniques, i Lien portava una perruca rossa curta. Lien va provar combinacions de perruques i pròtesis, que el director de fotografia Marvin V. Rush va filmar per a l'aprovació final de Berman. Westmore va mantenir la pròtesi senzilla per facilitar el treball amb 30 personatges d'Ocampa per a l'episodi pilot. Lien va dir que les pròtesis d'orella li van afectar l'oïda, i que va desenvolupar una resposta al·lèrgica a mesura que la sèrie va progressar. A partir de l'episodi "Abans i després", la Lien ja no portava les pròtesis i feia servir els cabells més llargs per cobrir-se les orelles i amagar aquest canvi; al voltant d'aquest punt, el seu vestuari també va canviar a jumpsuitt més ajustats.

### Sortida i retorn
A la quarta temporada de quarta temporada, els productors de Voyager van acomiadar Lien de mala gana quan els seus problemes personals van afectar la seva fiabilitat al plató. S'havia tornat cada cop més desenfocada, necessitant diverses preses per completar una escena. Lien es va negar a parlar o acceptar ajuda per als seus problemes; Taylor va dir que ningú al plató coneixia la causa del seu comportament, que va descriure com "alguna cosa emocionalment molesta". Els actors de Voyager van trobar que Lien era reservada i tímida; Robert Picardo, que interpreta el Doctor, va dir que es va tornar "realment monosil·làbica". Robert Beltran, que interpreta Chakotay, va tenir la impressió que o bé Lien ja no volia treballar a la sèrie o bé el calendari de rodatge l'estava afectant.
El repartiment i l'equip no van revelar públicament el motiu de l'acomiadament de Lien. En aquell moment, es creia que Lien havia estat acomiadada per fer lloc a Jeri Ryan com a Set de Nou, però aquestes eleccions de càsting no estaven relacionades. Paramount va informar que Lien volia actuar en altres projectes, i Taylor va dir que Kes "no va funcionar tan bé com volíem". El 2004, l'escriptor Kenneth Biller va parlar de la seva decepció per la destitució de Kes:
| « | Em vaig penedir una mica quan Kes va deixar la sèrie, perquè vaig pensar que era un personatge interessant per escriure —des del punt de vista de la ciència-ficció— perquè tenia certes... tenia habilitats telepàtiques, tenia una vida molt comprimida, tenia coses sobre... el seu personatge que sovint es prestava a una narrativa interessant […] Vam perdre alguna cosa en perdre el personatge de Kes. | » |

Els executius d’UPN volien que Kes fos tallada de Voyager fora de la pantalla sense explicació, però Taylor va insistir que el personatge rebés un comiat com cal. Lien apareix per última vegada com a membre del repartiment a temps complet a "El regal". Estava pensat que fos el cinquè episodi de la quarta temporada, però es va traslladar a la segona després que es prengués la decisió d'eliminar la Lien abans del previst. Va tenir una última aparició a l'episodi de la sisena temporada, "Fury". Berman li va demanar que tornés abans que es completés una història. Lien va parlar del guió amb Fuller i Michael Taylor per assegurar-se que la Kes fos "tractada amb molta cura". La seva principal petició era que el personatge fos dràsticament diferent de com va marxar. En una entrevista del 2010, Lien va dir que preferia "El regal" com el seu últim episodi; no li va agradar la seva actuació a "Fury", i va explicar que no havia actuat durant un període prolongat i que tenia dificultats per interpretar una versió tan diferent de Kes.

## Recepció

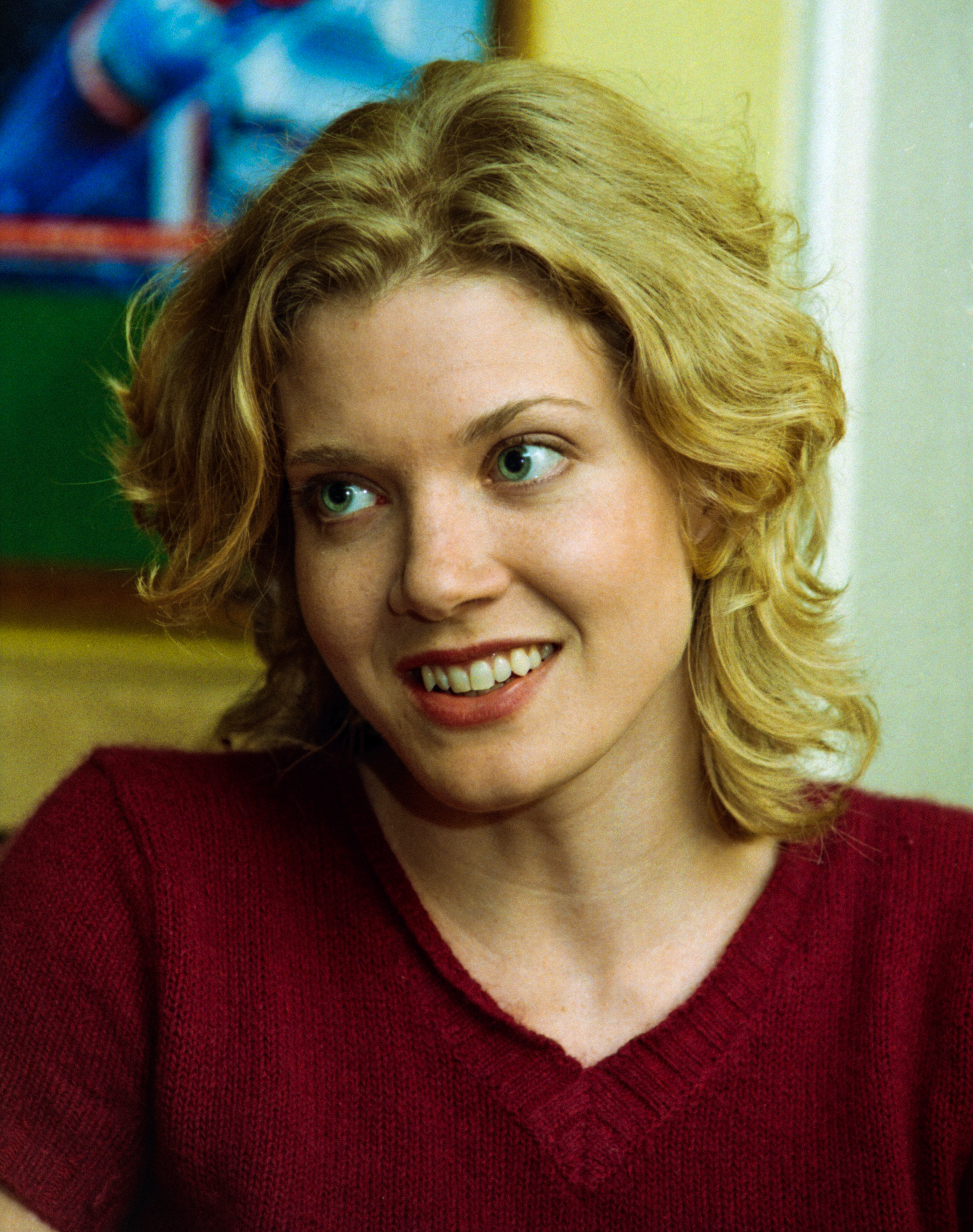
Els crítics van elogiar Jennifer Lien (a la foto de 1996) per la seva actuació com a Kes.

Mentre s'emetia Voyager, Kes era un personatge preferit dels fans, classificada com la més popular de la sèrie en una llista de Grup de discussió d'Usenet. Larry Bonko de The Virginian-Pilot va considerar que ella "va donar cor a la sèrie". Altres crítics van tenir crítiques negatives per a Kes, trobant-la avorrida i sense una direcció clara. Rob Owen, escrivint per Albany Times Union, va sentir que estava "reduïda a un paper subordinat de Infermera Chapel" al principi de la sèrie. Henry Mietkiewicz, del Toronto Star, va pensar que no va contribuir gaire fora de la seva formació mèdica. En crítiques retrospectives, Kes va ser anomenada el "personatge més superflu" de la sèrie per William Hughes de The A.V. Club, i "en general un personatge força dolent i inútil" per Tom Pritchard de Gizmodo.
Els crítics van elogiar l'actuació de Jennifer Lien com a Kes. Per a l'episodi pilot, Kinsey Lowe de  Variety la va descriure com una persona que aportava una "barreja seductora de meravella ingènua i dedicació ferotge" al seu personatge. Tot i que va criticar "Elògium", l'escriptor David A. McIntee va dir que va retratar de manera convincent la por de Kes sobre els seus canvis físics. Andy Patrizio per a IGN va escriure que a partir de la segona temporada de Voyager "realment vam començar a veure el talent de Jennifer Lien com a Kes". Va identificar la seva interpretació d'una Kes posseïda a "El senyor de la guerra" com un dels punts destacats. Keith DeCandido de Reactor va elogiar l'actuació de Lien a les seves crítiques de "Apagar el foc", "El senyor de la guerra", "Abans i després" i "El regal".
L'edat de Kes va ser objecte de comentaris crítics. Marie Southard Ospina de Bustle va lloar "Elògium" per la seva representació d'una dona que no té un fill voluntàriament, però va considerar que l'edat de Kes feia que el moment fos incòmode. Altres comentaristes van considerar que Kes era massa jove per sortir amb Neelix. Segons Juliette Harrisson de Den of Geek, la diferència d'edat fou criticada en línia. L'autora de ciència-ficció Sylvia Spruck Wrigley va interpretar que Kes estava passant per la pubertat a "Elògium", assenyalant que planteja preguntes sobre si Neelix va començar una relació amb una noia prepúber. Harrisson i Jonathan Storm, de The Philadelphia Inquirer', van escriure que la diferència d'edat es podria racionalitzar, ja que Kes i Neelix són extraterrestres amb una biologia diferent a la dels humans.
Alguns crítics van elogiar la decisió de treure Kes durant la quarta temporada de Voyager, preferint l'addició de Set de Nou.  R.D. Heldenfels de l’ Akron Beacon Journal ho va descriure com un "intercanvi raonable", veient Kes com a "pàlida i cada cop més avorrida". Pritchard pensava que Set de Nou era més complexa en comparació amb Kes. A altres crítics no els va agradar aquest canvi, ja que gaudien del personatge. Patrizio va ser crític amb els guionistes que desenvolupaven noves idees per a Set de Nou després de lluitar amb Kes durant tres temporades. Preferia l'actuació de Lien i Kes com a personatge per sobre de Ryan com a Set de Nou. Els guionistes Duncan Barrett i Michele Barrett van citar l'eliminació de Lien com un exemple de Star Trek que té "un problema històric greu amb el tracte de les seves intèrprets femenines", explicant que mai es va treure un protagonista masculí d'una sèrie de Star Trek.
El retorn de Kes a "Fury" va ser criticat com un dels pitjors moments de la franquícia Star Trek. DeCandido va considerar que la història era insultant per al personatge descrivint el guió i l'actuació de Lien com a mancats de "contingut emocional". Michael Weyer de Comic Book Resources creia que Kes mereixia un final millor i no li va agradar com va tornar com un "monstre retorçat les accions del qual poden semblar d’un nen malcriat". Els fans també van criticar com l'episodi va retratar Kes. John Andrews de Den of Geek va tenir una resposta més positiva a "Fury", qualificant-lo d'"estudi de personatges trist però convincent".

## Temes i anàlisi

### Feminitat
Els acadèmics van analitzar Kes com a representació de la feminitat i la condició de dona a "Star Trek". La professora d'Estudis de comunicació Mia Consalvo la va descriure com una "dona amb trets estereotipats femenins" com ara "l'empatia i la cura". Va identificar Kes com un dels diversos personatges femenins amb característiques similars a Star Trek que es col·loquen en rols sanitaris en lloc de lideratge, i va argumentar que això es deu al fet que l'ambientació de la sèrie "valoritzava" els trets masculins per sobre dels femenins.
L'historiadorde Cultura americana Peter W. Y. Lee va dir que Voyager caracteritza Kes com una "neneta" que lluita per mantenir la seva innocència a mesura que avança la sèrie, específicament amb escenes que impliquen sexe o maternitat. Lee va escriure que, a diferència d'altres nens de Star Trek, concretament Wesley Crusher, Jake Sisko, Nog, Molly O'Brien i Alexander Rozhenko, la Kes és més aviat una "pissarra en blanc". Va argumentar que Kes es torna massa madura per a aquest paper de "nena petita" després d'adoptar una "feminitat i sexualitat més agressives" a "El senyor de la guerra" que presagia que ha "superat la seva llar" i ha deixat la Voyager.
Voyager es va emetre a la dècada del 1990, una dècada que l'editora Leimar Garcia-Siino va caracteritzar pel postfeminisme i les seves "opinions reaccionàries antifeministes i tradicionalment de gènere". Garcia-Siino va escriure que, tot i que aquests esdeveniments van donar forma a l'escriptura de Kes, el personatge encara es va retratar amb autoritat a través del seu jardí hidropònic i la seva formació mèdica i psíquica, i es mostra com si arribés a l'autorealització.

### Relació amb Janeway
Els estudiosos van tenir interpretacions diferents de la relació de Kes amb Janeway. La professora d'Estudis culturals Debra Bonita Shaw va argumentar que, tot i que Janeway accepta personatges com Kes a la seva tripulació, els tracta com a subordinats que han d'ajudar en el retorn a casa de la Voyager. Lee considerava Janeway més aviat una figura parental per a Kes. Va assenyalar que l'actriu de Janeway Kate Mulgrew compartia aquest punt de vista, sobretot per a "Elògium"; Mulgrew va dir que el fet que l'episodi se centrés en Janeway ajudant a Kes amb la pubertat i el possible embaràs i maternitat "va mostrar la meva implicació amb ella a un nivell molt femení, un nivell molt maternal".
Roger Kaufman, un estudiós en psicologia LGBT, va interpretar Kes com una de les "parelles íntimes significatives" de Janeway. Segons Kaufman, es va mostrar en la seva protecció mútua, com ara Janeway salvant-la a "Terra sagrada" i "Fury", i Kes enviant la tripulació de la Voyager més enllà de l'espai Borg a "El regal". Kaufman va escriure que la decisió de Kes de deixar «Voyager» utilitzava un llenguatge similar al d'una sortida de l'armari lesbiana; va comparar el seu desig d'explorar els seus poders sense posar en perill «Voyager» amb una lesbiana que no vol causar problemes a la seva família d'origen.

### Habilitats mentals
Els estudiosos es van centrar en com els poders de Kes van contribuir al desenvolupament del seu personatge. Lee va escriure que «Voyager» centra l'arc del personatge de Kes en les seves habilitats mentals en lloc del seu desenvolupament físic; Va explicar que "el poder femení de Kes residia al seu cervell, no a la seva pell nua". Aviva Dove Viebahn, professora d'estudis de mitjans de comunicació, va argumentar que la Kes no humana està gairebé tokenitzada com una "informant nativa" el paper de la qual és simplement assessorar la tripulació humana sobre el Quadrant Delta. Per a Viebahn, les habilitats mentals del personatge, que de vegades són més útils que les tecnologies mèdiques i científiques de la «Voyager», li proporcionen un grau d'agència que l'eleva d'aquest rol «subjugat».
Voyager sovint descriu els poders de la Kes com a perillosos o imprevisibles. L'acadèmica en estudis de mitjans de comunicació Marion Gymnich va escriure que a "Apaga el foc", Kes canvia de «generalment molt amable i gentil» a «extremadament destructiva» després de ser tutelada per un altre Ocampa. La va citar com a exemple de com Star Trek retrata negativament la telepatia. Comparant Voyager amb el poema èpic d'Homer L'Odissea, l'erudit literari Kwasu David Tembo va comparar Kes amb dos dels personatges del poema: Calipso i Circe, ja que els seus poders posen en perill la nau i l'ajuden en el seu viatge de tornada. Tembo va escriure que Kes i Circe tenen els "aspectes atractius i igualment perillosos d'Eea i que el poder Ocampa està sota el control absolut d'una autoritat femenina".

### Citacions
- Andrews, John. «Every Bryan Fuller Star Trek Episode Ever, Ranked». Den of Geek, 20-09-2016. Arxivat de l'original el October 13, 2017.
- Ayers, Jeff. Voyages of Imagination: The Star Trek Fiction Companion.  Pocket Books, 2006. ISBN 9781416525486.
- Barrett, Duncan; Barrett, Michèle. Star Trek: The Human Frontier.  Pocket Books, 2016. ISBN 9781315516486.
- Belcher, Walt «Voyager Approaching Black Hole?». The Tampa Tribune, 03-09-1997, p. 6.
- Bonko, Larry. «Fresh Faces for Fall Jeri Ryan Star Trek Character is One on Many Changes in Store». The Virginian-Pilot, 04-09-1997. Arxivat de l'original el November 16, 2019.
- «Braving the Unknown: Season Four». Star Trek Voyager – The Complete Fourth Season (DVD). Paramount. September 28, 2004.
- Britt, Ryan. «Which Star Trek Books Are Canon?». Den of Geek, 23-02-2021. Arxivat de l'original el September 24, 2023.
- Consalvo, Mia «Borg Babes, Drones, and The Collective: Reading Gender and the Body in Star Trek». Women's Studies in Communication. Taylor & Francis, vol. 27, 2, 2004, pàg. 177-203. DOI: 10.1080/07491409.2004.10162472.
- DeCandido, Keith. «Star Trek: Voyager Rewatch: 'Cold Fire'». Reactor, April 20, 2020a. Arxivat de l'original el March 28, 2024.
- DeCandido, Keith. «Star Trek: Voyager Rewatch: 'Warlord'». Reactor, July 23, 2020b. Arxivat de l'original el March 29, 2024.
- DeCandido, Keith. «Star Trek: Voyager Rewatch: 'Before and After'». Reactor, August 31, 2020c. Arxivat de l'original el March 25, 2024.
- DeCandido, Keith. «Star Trek: Voyager Rewatch: 'The Gift'». Reactor, October 1, 2020d. Arxivat de l'original el March 28, 2024.
- DeCandido, Keith. «Star Trek: Voyager Rewatch: 'Fury'». Reactor, July 12, 2021a. Arxivat de l'original el March 25, 2024.
- DeCandido, Keith. «Star Trek: Voyager Rewatch: Sixth Season Overview». Reactor, July 16, 2021b. Arxivat de l'original el March 30, 2024.
- Deggans, Eric «Star Trek Dynasty Slipping». Tampa Bay Times, 31-08-1997, p. 1F, 5F.
- «Voyage(r) to the Delta Quadrant». . The Center Seat: 55 Years of Star Trek  (History Channel), Temporada:1 , 20-02-2022. « »
- Dove-Viebahn, Aviva «Embodying Hybridity, (En)gendering Community: Captain Janeway and the Enactment of a Feminist Heterotopia on Star Trek: Voyager». Women's Studies. Taylor & Francis, vol. 36, 8, 2007, pàg. 597-618. DOI: 10.1080/00497870701683894.
- Garcia-Siino, Leimar. «Star Trek: Voyager». A: The Routledge Handbook of Star Trek.  Routledge, 2022, p. 46-55. ISBN 9780367366674.
- Gross, Edward; Altman, Mark A. Captains' Logs: The Unauthorized Complete Trek Voyages.  Little, Brown and Company, 1995. ISBN 9780316329576.
- Gross, Edward; Altman, Mark A. Captains' Logs Supplemental: The Unauthorized Guide to the New Trek Voyages.  Little, Brown and Company, 1996. ISBN 9780316329200.
- Gymnich, Marion. «Exploring Inner Spaces: Authoritative Narratives and Subjective Worlds in Star Trek: Deep Space Nine, Voyager and Enterprise». A: Narrative Strategies in Television Series.  Palgrave Macmillan, 2005, p. 62-79. ISBN 9780230501003.
- Harrisson, Juliette. «Why Star Trek: Voyager's Fourth Season Is the Best». Den of Geek, 10-05-2013. Arxivat de l'original el June 7, 2013.
- Harrisson, Juliette. «10 Great Backwards TV Episodes». Den of Geek!, 01-02-2018. Arxivat de l'original el April 10, 2018.
- Harrisson, Juliette. «Star Trek Is Finally Getting Romance Right». Den of Geek!, 14-02-2023. Arxivat de l'original el February 15, 2023.
- Heldenfels, R.D. «Seven of Nine May Transport Nine out of 10 Trekkie Fans». , 02-09-1997, p. B7, B8.
- Hughes, William. «The Late Greats: 18-Plus TV Characters Who Buoyed Shows Midstream». The A.V. Club, 31-08-2015. Arxivat de l'original el October 26, 2017.
- Kaufman, Roger. «Evocations and Evasion of Archetypical Lesbian Love in Star Trek: Voyager». A: Star Trek as Myth: Essays on Symbol and Archetype at the Final Frontier.  McFarland & Company, 2010, p. 144-162. ISBN 9780786455942.
- Kutzera, Dale (November 1996). «Voyager Episode Guide». Cinefantastique 28 (4/5): 76–107  – via Internet Archive.
- Lancaster, Jill; Downes, Barbara J. Aquatic Entomology.  Oxford University Press, 2013. ISBN 9780199573226.
- Lee, Peter W.Y.. «Millennial Girlhood and the End of Kes». A: Exploring Star Trek: Voyager: Critical Essays.  McFarland & Company, 2020, p. 82-97. ISBN 9781476678214.
- Lien, Jennifer (August 9, 2010). Catching Up with Jennifer Lien. StarTrek.com. Arxivat de l'original el July 28, 2018.
- Lowe, Kinsey. «Star Trek: Voyager the Caretaker». Variety, 15-01-1995. Arxivat de l'original el December 11, 2023.
- McIntee, David A. Delta Quadrant: The Unofficial Guide to Voyager.  Virgin Books, 2000. ISBN 9780753504369.
- Mietkiewicz, Henry «Fall TV Preview». Toronto Star, July 11, 1997a, p. B10.
- Mietkiewicz, Henry «Borgs Give Star Trek a Jolt». Toronto Star, September 3, 1997b, p. D2.
- Okuda, Michael; Okuda, Denise; Mirek, Debbie. The Star Trek Encyclopedia.  Pocket Books, 1999. ISBN 9780671034757.
- Ospina, Marie Southard. «5 Lessons Star Trek Women Taught Me». Bustle, 07-04-2014. Arxivat de l'original el August 29, 2014.
- Owen, Rob «Star Trek: Boldly Fighting for Viewers». Town Talk. Albany Times Union, 14-09-1997, p. 5.
- Patel Jr., Manny. «Spotlight: Jennifer Lien Returns as Kes».  StarTrek.com, 01-05-2000. Arxivat de l'original el December 8, 2000.
- Patrizio, Andy. «Star Trek Voyager: Season Two». IGN, May 20, 2004a. Arxivat de l'original el March 28, 2024.
- Patrizio, Andy. «Star Trek Voyager: Season Three». IGN, July 6, 2004b. Arxivat de l'original el January 18, 2024.
- Patrizio, Andy. «Star Trek Voyager: Season Four». IGN, October 15, 2004c. Arxivat de l'original el November 28, 2017.
- Pennington, Gail «Voyager is Set to Give Way to Next Generation of Star Trek». St. Louis Post-Dispatch, 24-05-2001, p. F1, F2.
- Poe, Stephen Edward. A Vision of the Future.  Pocket Books, 1998. ISBN 9780671534813.
- Pritchard, Tom. «Don't Forget, Every Star Trek Series Had a Terrible First Season». Gizmodo, 22-09-2017. Arxivat de l'original el May 4, 2018.
- Robinson, Ben; Wright, Mark. Star Trek: Voyager – A Celebration.  Hero Collector, 2020. ISBN 9781858756141.
- Ruditis, Paul. Star Trek Voyager Companion.  Pocket Books, 2003. ISBN 9780743417518.
- Shaw, Debra Bonita «Sex and the Single Starship Captain: Compulsory Heterosexuality and Star Trek: Voyager». Femspec. Cleveland State University, vol. 7, 1, 2006, pàg. 66-85, 155.
- Storm, Jonathan «Venturing into Space with a New Star Trek». The Philadelphia Inquirer, 16-01-1995, p. E1, E6.
- Tembo, Kwasu David. «'Far From Gay Cities and the Ways of Men': Exploring Wandering and Homecoming in The Odyssey and Star Trek: Voyager». A: Exploring Star Trek: Voyager: Critical Essays.  McFarland & Company, 2020, p. 15-31. ISBN 9781476678214.
- Ulster, Laurie. «5 Great Kes Moments From Star Trek: Voyager».  StarTrek.com, 14-05-2020. Arxivat de l'original el June 4, 2020.
- Ward, Dayton. «Ten for Ward #5 – 10 Trek Novels 'the Canon' Passed Over».  StarTrek.com, 03-08-2012. Arxivat de l'original el November 5, 2019.
- Weyer, Michael. «Star Trek: 20 Episodes So Bad They Must Be Seen». Comic Book Resources, 12-12-2018. Arxivat de l'original el December 13, 2018.
- Wrigley, Sylvia Spruck. «Age and Aging». A: The Routledge Handbook of Star Trek.  Routledge, 2022, p. 421-429. ISBN 9780367366674.